# Stopplaats 't Buurtje
Stopplaats 't Buurtje (telegrafische code: brt) was een stopplaats aan de voormalige spoorlijn Hoorn - Bovenkarspel-Grootebroek nabij de buurtschap De Buurt. De stopplaats was geopend van 2 december 1913 tot 1935.